# Lentilha

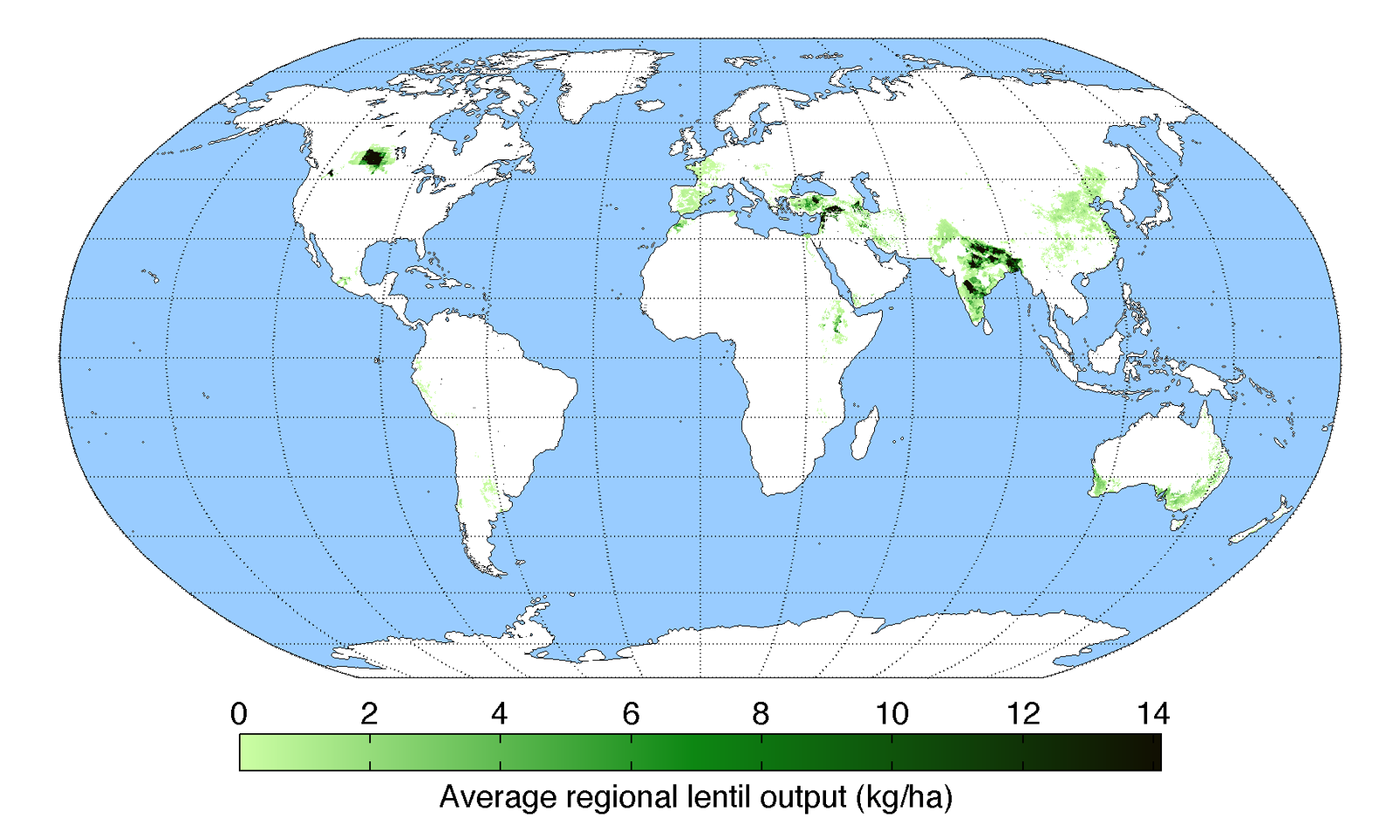
Produção mundial de lentilhas.

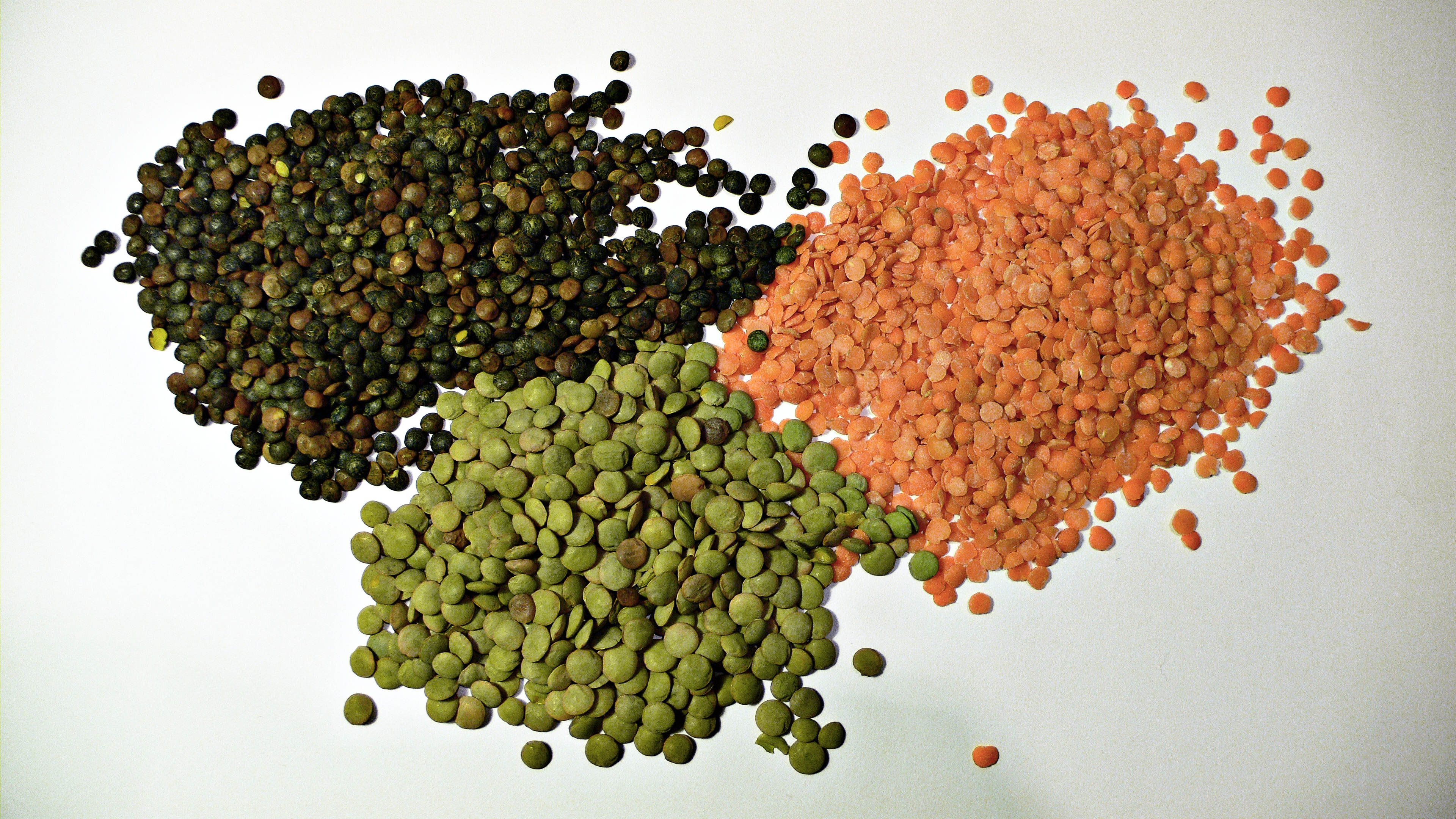
Três tipos de lentilhas.

Lens culinaris, popularmente chamada de lentilha, é pequena planta trepadeira anual, da família das leguminosas, subfamília Faboideae. Essa erva de origem asiática é cultivada universalmente e possui folhas penadas, com folíolos minutos, sendo que a maioria das folhas apresenta folíolo terminal, ímpar, transformado em gavinha preênsil. Suas flores são  papilionáceas, pequenas, de cor clara e as vagens são curtas, com uma ou duas sementes discóides. Apresenta também largo uso ornamental em vasos, jardineiras ou em cercaduras de canteiros.

## Consumo
Lentilhas têm sido parte da dieta humana desde o período neolítico, sendo uma das primeiras culturas agrícolas domesticadas no Oriente Médio. Evidências arqueológicas mostram que elas eram consumidas de 9.500 a 13.000 anos atrás.
Do Oriente Médio, as lentilhas se espalharam para a Europa do sul e central e para o norte de África.

## Valor nutricional
Com cerca de 30% de suas calorias vindas de proteína, as lentilhas têm o terceiro maior nível de proteína, em peso, do que qualquer outro legume, depois da soja, e superado, ainda, pelo teor das sementes do cânhamo. As proteínas incluem os aminoácidos essenciais isoleucina e lisina. A planta é uma fonte barata e essencial de proteína em muitas partes do mundo, especialmente na Ásia Ocidental e no subcontinente indiano, que têm grandes populações vegetarianas. As lentilhas são deficientes em dois aminoácidos essenciais, a metionina e a cisteína. As lentilhas também contêm fibras alimentares, ácido fólico, vitamina B1 e minerais.
Lentilhas também têm alguns fatores anti-nutricionais, tais como inibidores de tripsina e teor relativamente elevado de fitato. A tripsina é uma enzima envolvida na digestão e os fitatos reduzem a bio-disponibilidade de minerais A planta é uma boa fonte de ferro, tendo mais de metade da necessidade diária de ferro de uma pessoa em uma porção de um copo.

## Produção
As lentilhas são relativamente tolerantes às secas e são cultivadas em todo o mundo. A Organização das Nações Unidas para Alimentação e Agricultura (FAO - sigla em inglês) estimou que a produção mundial de lentilhas em 2009 foi de 3,917 milhões de toneladas, provenientes principalmente de Canadá, Índia, Turquia e Austrália. Cerca de um quarto da produção mundial de lentilhas vem da Índia, sendo que a maioria da produção é consumida no mercado interno. O Canadá é o maior exportador de lentilhas no mundo e Saskatchewan é a mais importante região produtora canadense.
| Posição                                                             | País           | 2010      | 2011      | 2012      |
| ------------------------------------------------------------------- | -------------- | --------- | --------- | --------- |
| 1                                                                   | Canadá         | 1.947.100 | 1.531.900 | 1.493.620 |
| 2                                                                   | Índia          | 1.031.600 | 943.800   | 950.000   |
| 3                                                                   | Austrália      | 140.000   | 379.659   | 463.000   |
| 4                                                                   | Turquia        | 447.400   | 405.952   | 438.000   |
| 5                                                                   | Estados Unidos | 392.675   | 214.640   | 240.490   |
| 6                                                                   | Nepal          | 151.757   | 206.969   | 208.201   |
| 7                                                                   | Etiópia        | 80.952    | 128.009   | 151.500   |
| 8                                                                   | China          | 125.000   | 150.000   | 145.000   |
| 9                                                                   | Síria          | 77.328    | 112.470   | 130.229   |
| 10                                                                  | Irão           | 100.174   | 71.808    | 85.000    |
| —                                                                   | Mundo          | 4.686.673 | 4.386.870 | 4.522.097 |
| Fonte: Organização das Nações Unidas para Alimentação e Agricultura |                |           |           |           |

## Cultura
Consumir lentilhas durante a véspera de Ano-Novo é hábito comum em países como o Brasil, o Chile e a Venezuela. Acredita-se que as pequenas sementes, circulares e achatadas como moedas, atraem boa sorte no âmbito financeiro.
Segundo o Gênesis, primeiro livro da Bíblia, Esaú cedeu a Jacó seu direito de primogênito em troca de um prato de lentilhas. Samá, um dos valentes do rei Davi, defendeu sozinho um campo de lentilhas contra os filisteus.